# Иргешев, Кабылжан Самаджанович
Кабылжан Самаджанович Иргешев (24 мая 1967) — киргизский футболист, нападающий, футбольный функционер.

## Биография
В советский период не выступал в соревнованиях мастеров.
После образования независимого чемпионата Кыргызстана стал играть в высшей лиге в составе клуба из города Кара-Балта, носившего названия «КВТ-Химик», «КВТ-Динамо», «Бакай», «Жайыл-Баатыр». Провёл в составе клуба всю свою профессиональную карьеру, сыграл в высшей лиге не менее 165 матчей и забил 68 голов более чем за 10 сезонов. Является одним из лучших бомбардиров клуба за всю историю, был лучшим снайпером команды в отдельных сезонах, в частности в 1993 году (19 голов), 2001 году (9 голов).
В 2010-х годах работал в клубе «Кара-Балта» на руководящих должностях — директором, спортивным директором, исполнительным директором.